# Brachopsis concolor
Brachopsis concolor là một loài bọ cánh cứng trong họ Cerambycidae.